# Jim Armstrong

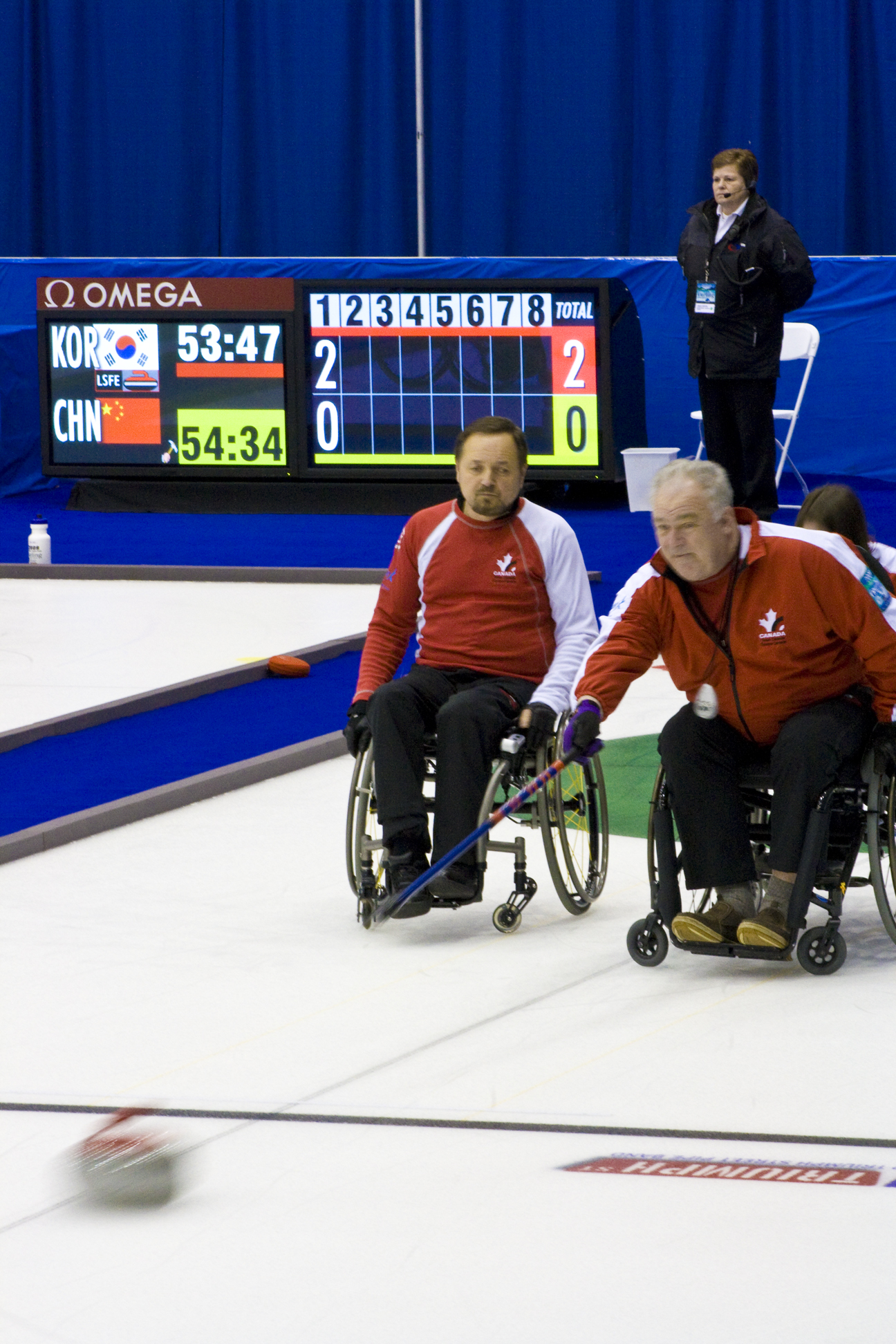
Chris Sobkowicz i Jim Armstrong na Mistrzostwach Świata 2009

Jim Armstrong, właśc. James P. Armstrong (ur. 30 czerwca 1950 w Victorii) – kanadyjski curler poruszający się na wózku inwalidzkim, mistrz paraolimpijski z 2010.
Do 2007 był pełnosprawnym curlerem, wówczas po kontuzji pleców i kolana zaczął poruszać się na wózku. Armstrong po raz pierwszy zagrał w curling w 1958. W karierze wystąpił 6 na the Brier oraz jednokrotnie w Canadian Junior Curling Championships (1967) i Canadian Mixed Curling Championships (1973).
Na the Brier zadebiutował w 1973, był drugim w zespole Jacka Tuckera, Kolumbia Brytyjska zakończyła występ z bilansem 5-5. W następnym turnieju to on był kapitanem, z rezultatem 6 wygranych i 4 porażek zajął 3. miejsce. W rywalizacji ogólnokrajowej wystąpił po 9 latach, zespół pod wodzą Berniego Sparkes'a dotarł do półfinału, gdzie przegrał 3:6 przeciwko Ontario (Ed Werenich). Rok później Kolumbia Brytyjska zajęła 7. pozycję. Najlepszy rezultat Armstrong osiągnął w Labatt Brier 1983, kiedy to w półfinale zespół pokonał 8:6 Nową Fundlandię i Labrador, w finale uległ jednak Ontario (Russ Howard) 7:11.
Ostatni raz Jim Armstrong wystąpił na Brier w 1992, grał jako skip. Zespół ostatecznie sklasyfikowano na 7. miejscu (5 wygranych i 6 przegranych spotkań). Podczas występów na mistrzostwach kraju trzykrotnie przyznano mu Ross Harstone Trophy.
Armstrong wygrał Canadian Wheelchair Curling Championship 2008 i reprezentował Kanadę na Mistrzostwach Świata 2009. Kanada jako gospodarz po raz pierwszy sięgnęła po złoto w tej konkurencji. Zespół Armstronga w finale pokonał 9:2 Szwedów (Jalle Jungnell). Drużyna obroniła w 2009 tytuł mistrzowski w kraju i 6 października 2009 Kanadyjska Federacja Curlingu wybrała ją jako reprezentację na Zimową Paraolimpiadę 2010. Zespół Armstronga obronił tytuł mistrza Chrisa Dawa z Turynu 2006 w finale pokonując Koreę (Kim Hak-sung) 8:7.
Nie przegrywając żadnego z 11 meczów Armstrong doprowadził reprezentację na MŚ 2011 do kolejnego złotego medalu, w finale Kanadyjczycy pokonali Szkotów (Aileen Neilson) 7:3. Zespół Armstronga powtórzył sukces w 2013, w ostatnim meczu turnieju w Soczi ekipa z Richmond pokonała 4:3 Szwecję (Jalle Jungnell).

## Drużyna
|                    | Czwarty        | Trzeci/-a         | Drugi/-a       | Otwierający/-a  |
| ------------------ | -------------- | ----------------- | -------------- | --------------- |
| Drużyny wózkarskie |                |                   |                |                 |
| 2012/2013          | Jim Armstrong  | Dennis Thiessen   | Ina Forrest    | Sonja Gaudet    |
| 2010/2011          | Jim Armstrong  | Darryl Neighbour  | Ina Forrest    | Sonja Gaudet    |
| MŚ 2009            | Jim Armstrong  | Darryl Neighbour  | Ina Forrest    | Chris Sobkowicz |
| CWCC 2008/2009     | Jim Armstrong  | Frank LaBounty    | Whitney Warren | Jacqueline Roy  |
| Drużyny męskie     |                |                   |                |                 |
| 1992               | Jim Armstrong  | Ron Thompson      | Greg Monkman   | Ed Fowler       |
| 1984               | Bernie Sparkes | Jim Armstrong     | Ron Thompson   | Jim Heitz       |
| 1983               | Bernie Sparkes | Jim Armstrong     | Al Cook        | Keiven Bauer    |
| 1974               | Jim Armstrong  | Bernie Sparkes    | Gerry Peckham  | Clark Winterton |
| 1973               | Jack Tucker    | Bernie Sparkes    | Jim Armstrong  | Gerry Peckham   |
| 1963               | Jim Armstrong  | Gordon Paterson   | Torrey Gillot  | David Vyner     |
| Drużyny mikstowe   |                |                   |                |                 |
| 1973               | Jim Armstrong  | Marion Chamberlin | Gerry Peckham  | Leslie Clark    |

## Życie prywatne
Z wykształcenia jest dentystą. W kwietniu 2010 Jim i jego syn zostali aresztowani za przemyt podrobionych, chińskich tabletek Viagry i Cialis z Waszyngtonu do Kanady. W październiku 2010 jego syn został skazany na rok i jeden dzień więzienia, Jim Armstrong musiał zapłacić grzywnę 30 tys. dolarów i odbyć prace społeczne.